# Cytisus valdesii
Cytisus valdesii là một loài thực vật có hoa trong họ Đậu. Loài này được (Ball) Talavera & P.E. Gibbs miêu tả khoa học đầu tiên năm 1997.